# Acacesia benigna
Acacesia benigna är en spindelart som beskrevs av Susan Glueck 1994. Acacesia benigna ingår i släktet Acacesia och familjen hjulspindlar. Inga underarter finns listade i Catalogue of Life.